# FC Séraphins de Daoukro
Le FC Séraphins de Daoukro anciennement Daoukro FC est un club de football ivoirien basé dans la ville de Daoukro. Il joue ses matches au Stade de Daoukro. Le club évolue actuellement en MTN Ligue 2.